# تک‌خداگزینی
تک‌خداگزینی یا هنوتئیسم (به یونانی: ἓν θεός)(به انگلیسی: Henotheism) یا هنوتائیسم، واژه‌ای است که نخستین بار توسط ماکس مولر، برای اشاره به پرستش یک خدای منفرد، در عین پذیرش وجود یا امکان وجود خدایانی دیگر، به کار گرفته شد.
نمونه‌های آن در یونان باستان، هندوستان و حتی در آیین زرتشتی دیده می‌شود. ماکس مولر در مطالعات خود استفاده گسترده‌تری از این عبارت نمود. از نظر لغوی هنوتئیسم از دو واژه «هنو» به معنی «یک» و «تئیسم» به معنی «دین داری» یا «خداباوری» تشکیل شده‌است.